# Laprakë
Laprakë est un quartier de Tirana, en Albanie, situé à l'ouest du centre principal.

## Description
Laprakë est principalement un quartier résidentiel. Parmi les immeubles du quartier se trouvent l'hôpital militaire de Tirana, le bâtiment des communications mobiles, celui de la banque ProCredit et plusieurs autres immeubles de grande hauteur. Il y a aussi un terrain de football et une station-service.
Au sud de Laprakë se trouve l'aérodrome de Lapraka (en).
Une rue du quartier porte le nom d'Androniqi Zengo Antoniu, la première femme artiste professionnelle d'Albanie.